# إبراهيم الضحاك
إبراهيم الضحاك، ولد عام 1931 وتوفي عام 2004، فنان تشكيلي ورسام تونسي.

## حياته
اشتغل في بداية حياته عدة مهن قبل أن يتجه إلى ممارسة فن التصوير والرسم، وقد أسندت له منحة من مدرسة الفنون الجميلة بروما مكنته من دراسة فنّ الرسم خلال الفترة بين 1957 و1961 وتتلمذ على عدد من كبار الفنانين الإيطاليين، وخاصة منهم الرسّام أميريقو بارطولي (Amerigo Bartoli).

## أعماله
عرض منذ عام 1952 إلا أن أوّل معرض شخصي بتونس العاصمة أقامه كان عام 1964، وكان ذلك منطلقه الحقيقي، حيث واظب بعد ذلك على تنظيم المعارض الشخصية أو المشاركة في المعارض الجماعية. ومن أهم أعماله السيرة الهلالية التي أنجزها عام 1972 في 33 لوحة تبدأ مع ولادة أبي زيد الهلالي وتروي تغريبة بني هلال.

## تكريمه
في عام 1991 أسندت إلى إبراهيم الضحاك الجائزة الكبرى لمدينة تونس وفي عام 1994 فاز بالجائزة الوطنية للفنون التشكيلية. وفي عام 2003 أقامت له وزارة الثقافة معرضا بدار الفنون بالبلفدير، وفي عام 2011 أنتج شريطا سينمائيا قصيرا تكريما له

## وصلة خارجية
الضحاك ضيفا على برج القلال[وصلة مكسورة]